# Самий (поет)
Самий или Сам (на старогръцки: Σάμιος, Σάμος) е античен македонски гръцки лирически и епиграмен поет от края на III век пр. Хр.
Самий, син на Хрисогон, е отгледан и възпитан заедно с Филип V Македонски, син на Деметрий II. Филип по неизвестна причина го убива. Полибий е запазил един негов ямбичен стих. Две негови епиграми се съдържат в „Гръцката антология“, и двете, посветени на подвига на Филип при убийството на дивия бик на планината Орбел, за който имаме запазена и епиграма от Антипатър Сидонски. Името се среща и като Σάμιος и като Σάμος, а в „Планудовата антология“ и двете епиграми се приписват на Симий, несъмнено от често срещаната грешка на заместването по-малко известно с добре познато име.